# امه مورو
امه مورو (فرانسوی: Aimé Morot‎؛ ۱۶ ژوئن ۱۸۵۰ – ۱۲ اوت ۱۹۱۳) نقاش و مجسمه‌ساز اهل فرانسه بود که در سبک آکادمیک نقاشی می‌کرد.
او برندهٔ جوایزی همچون جایزه بزرگ رم شده‌است.

## نگارخانه

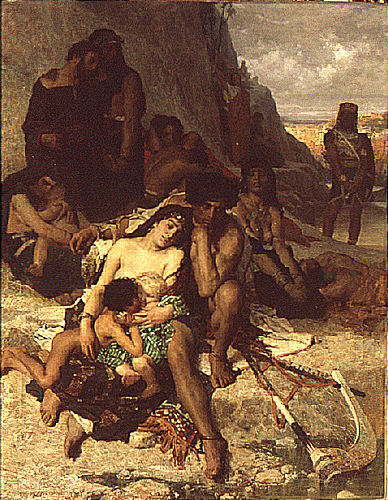
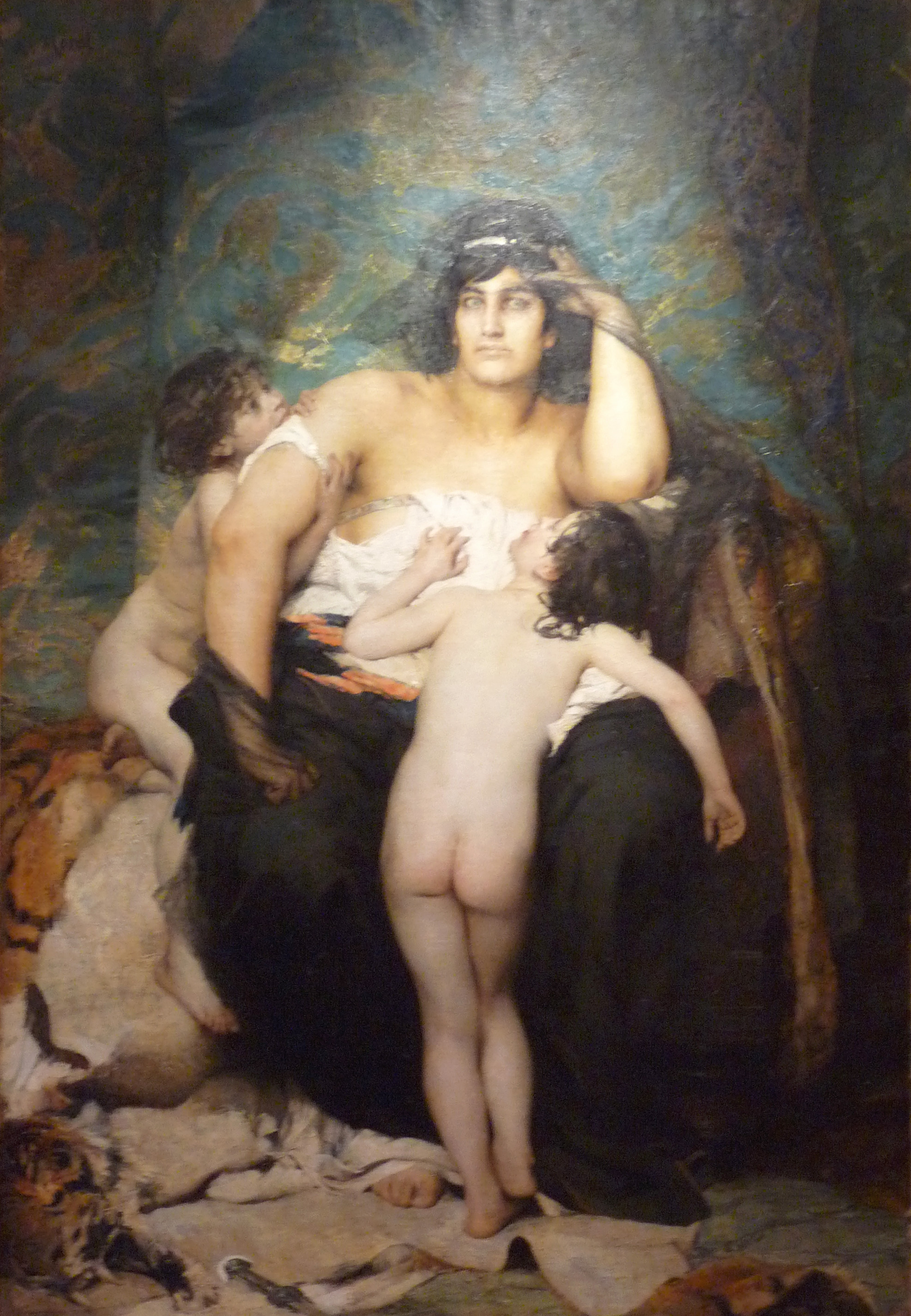
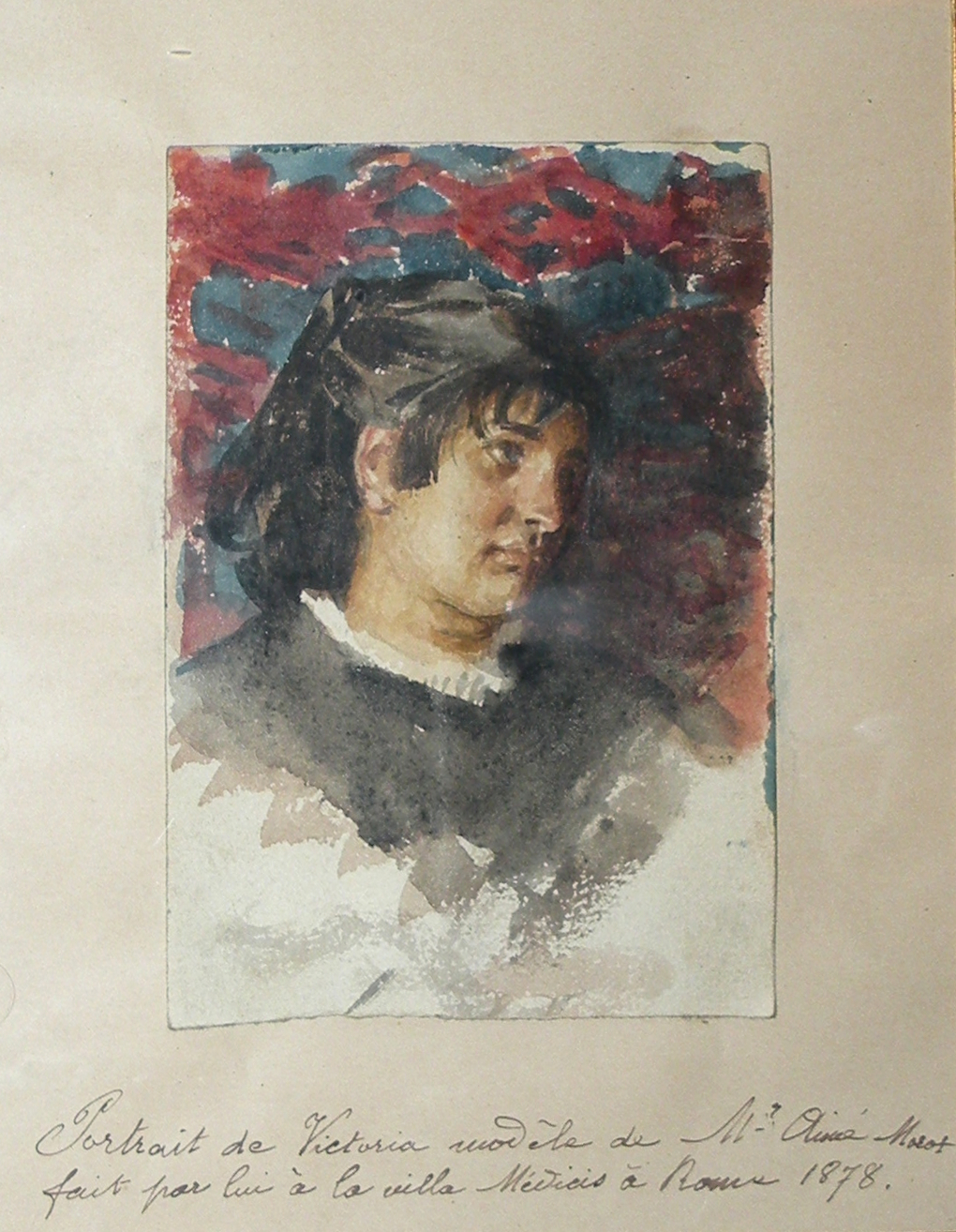
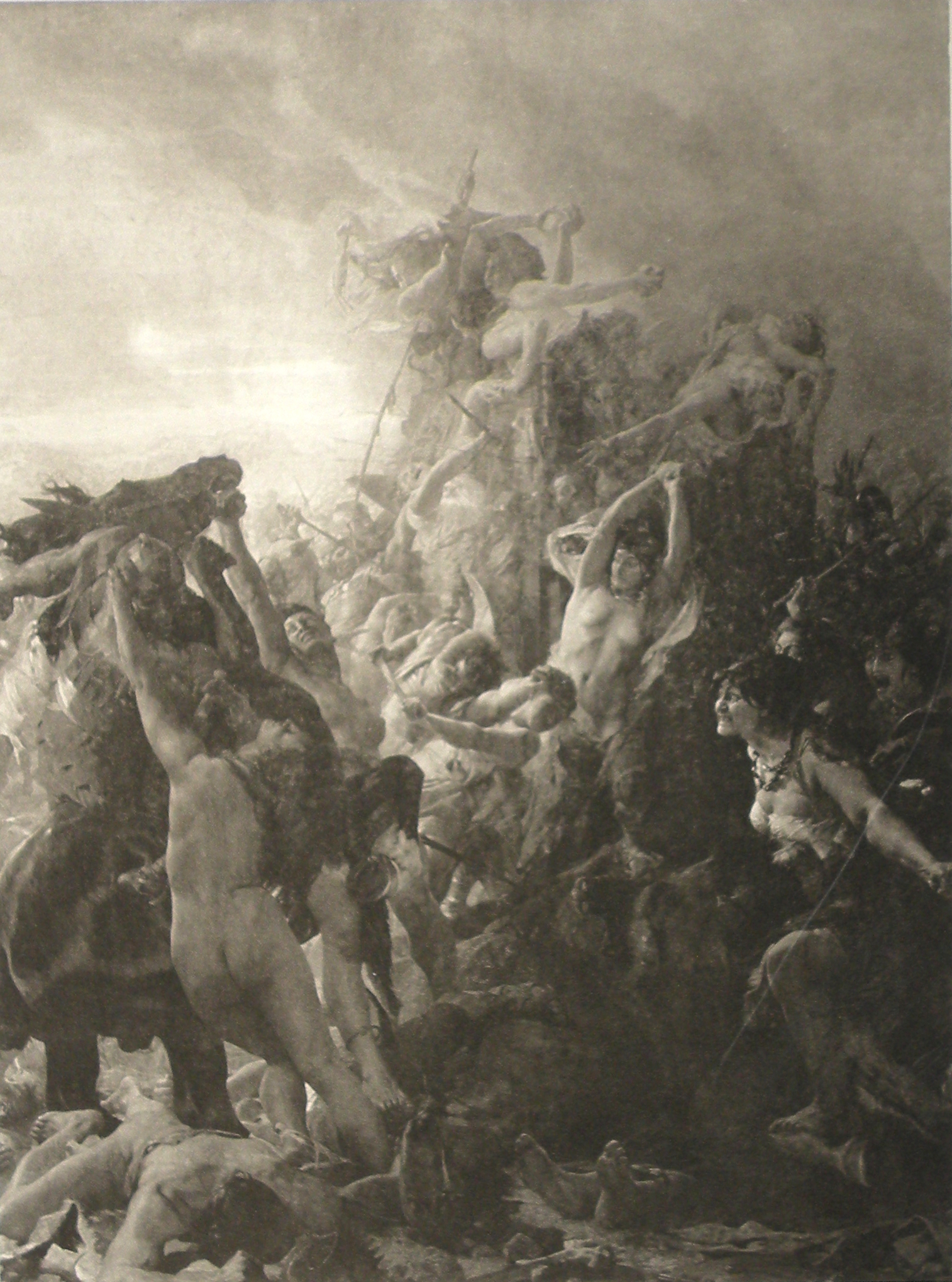
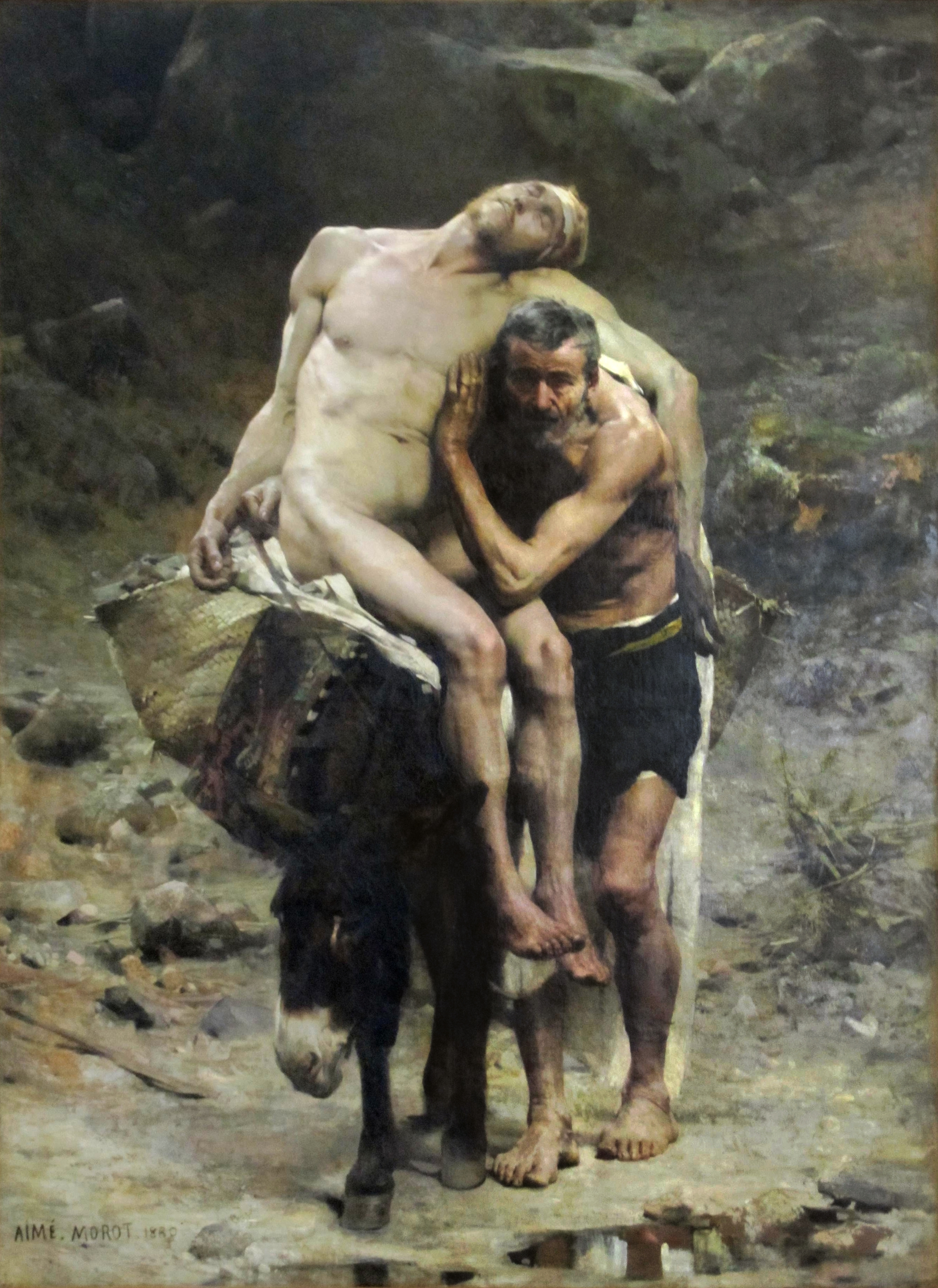
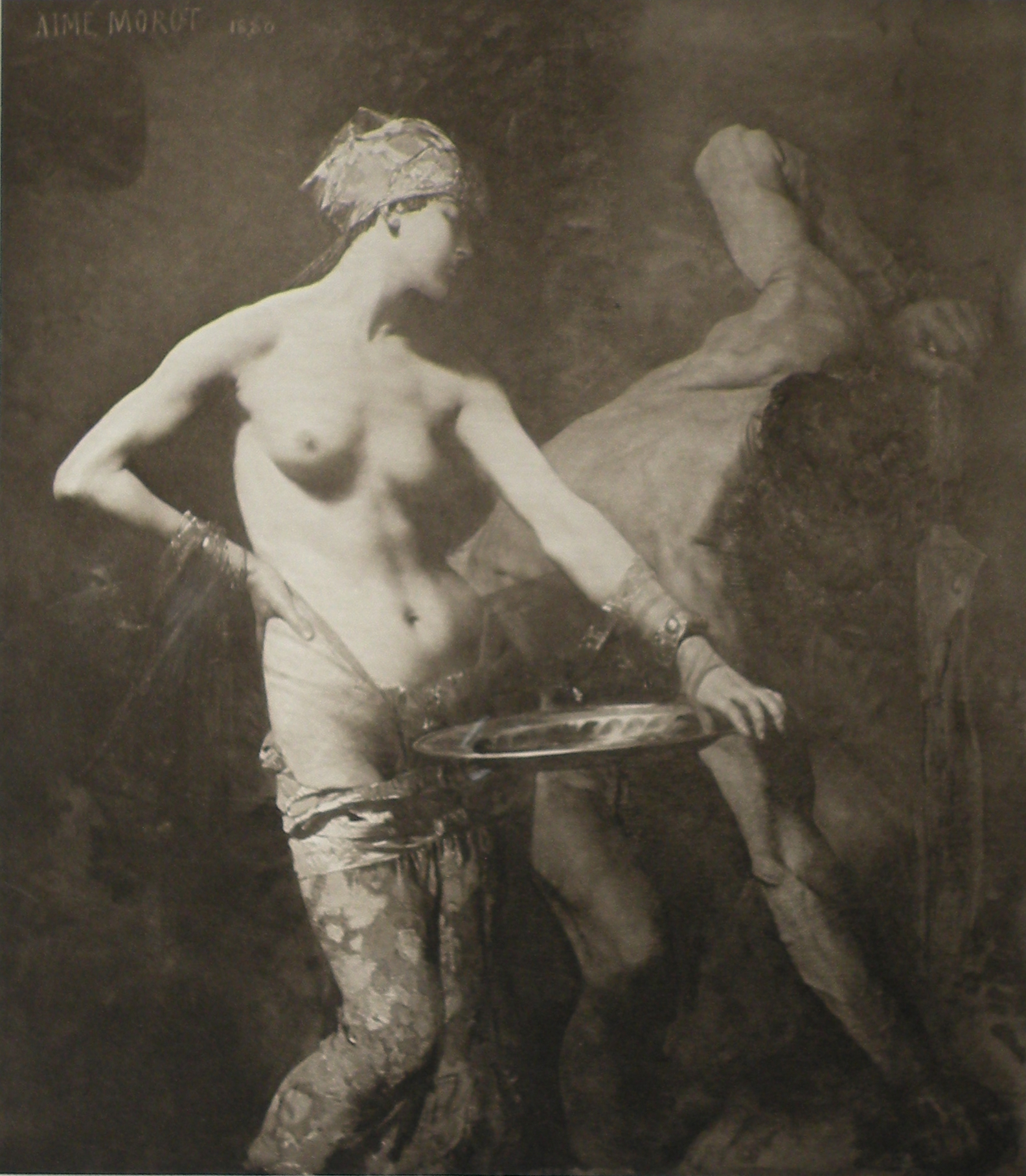
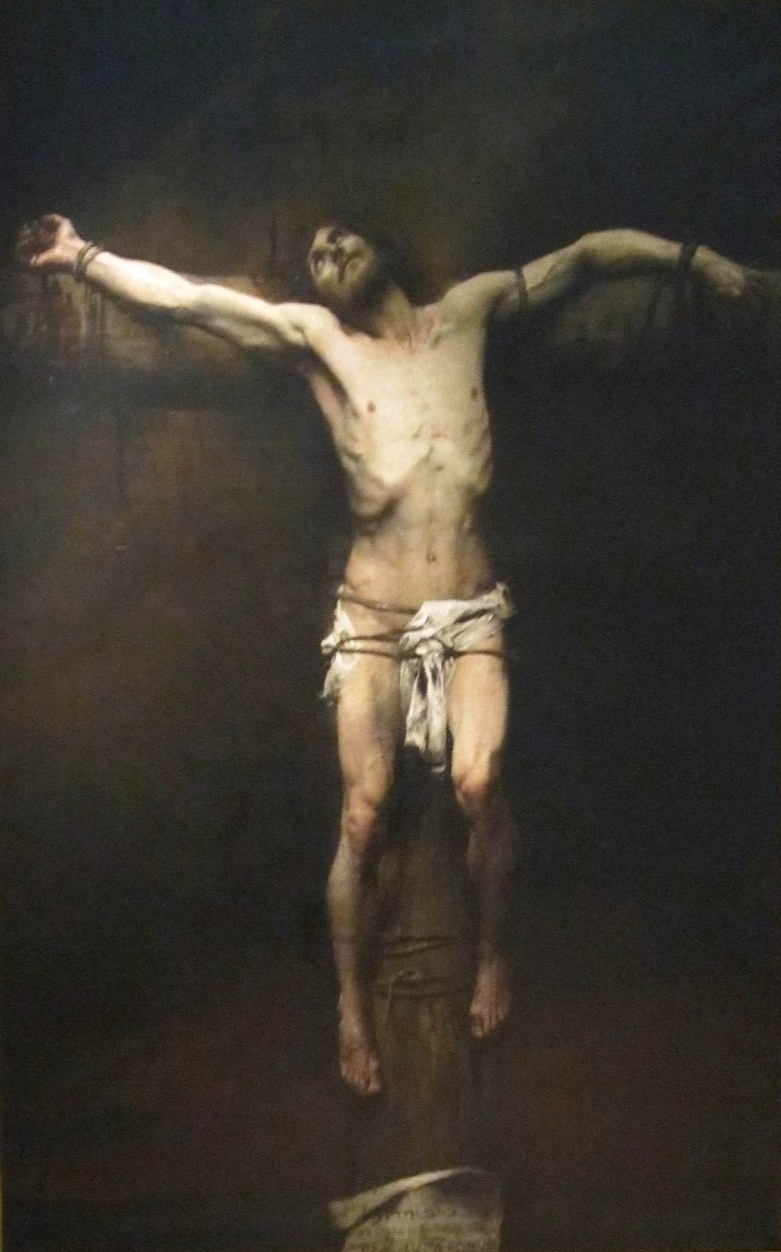
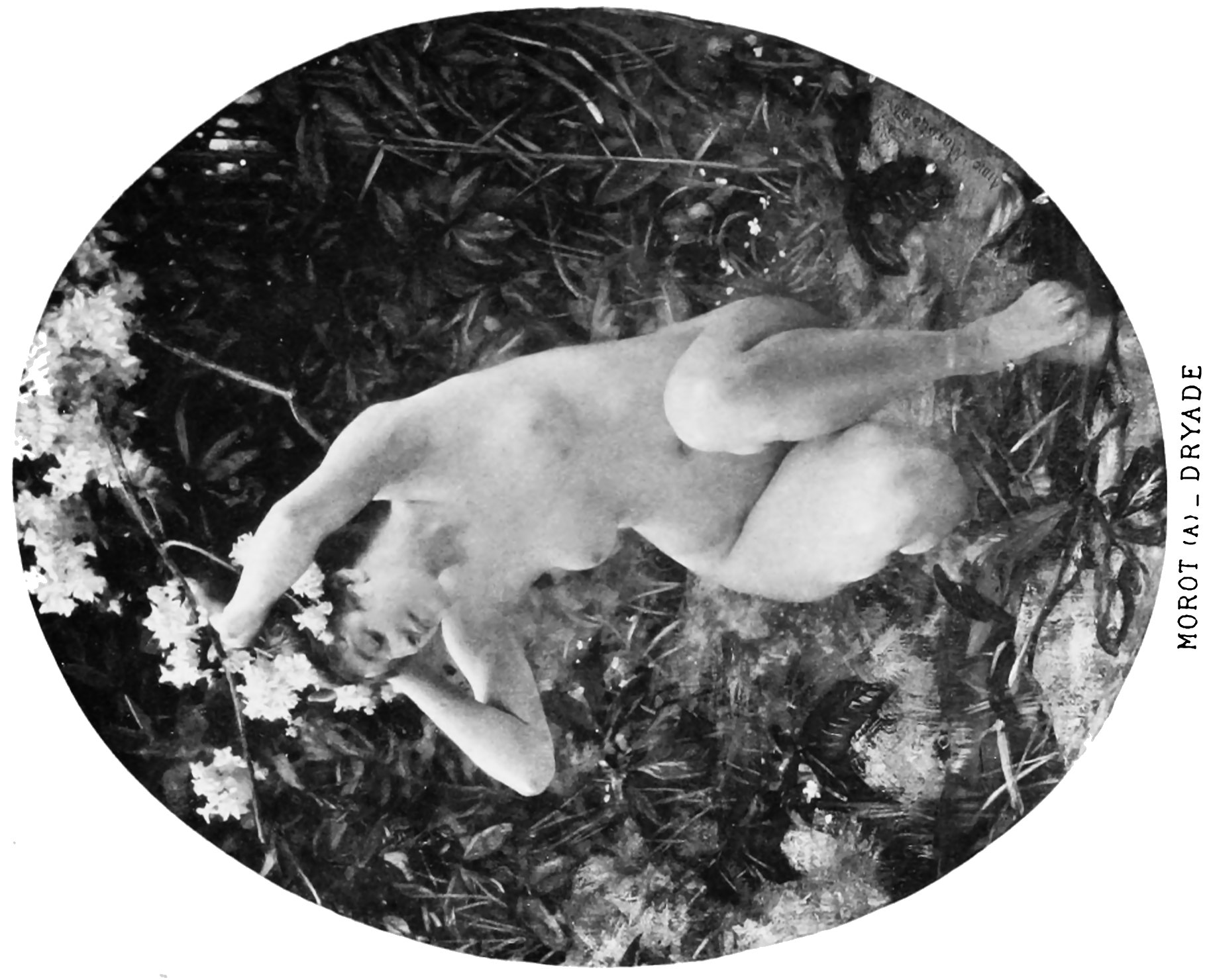
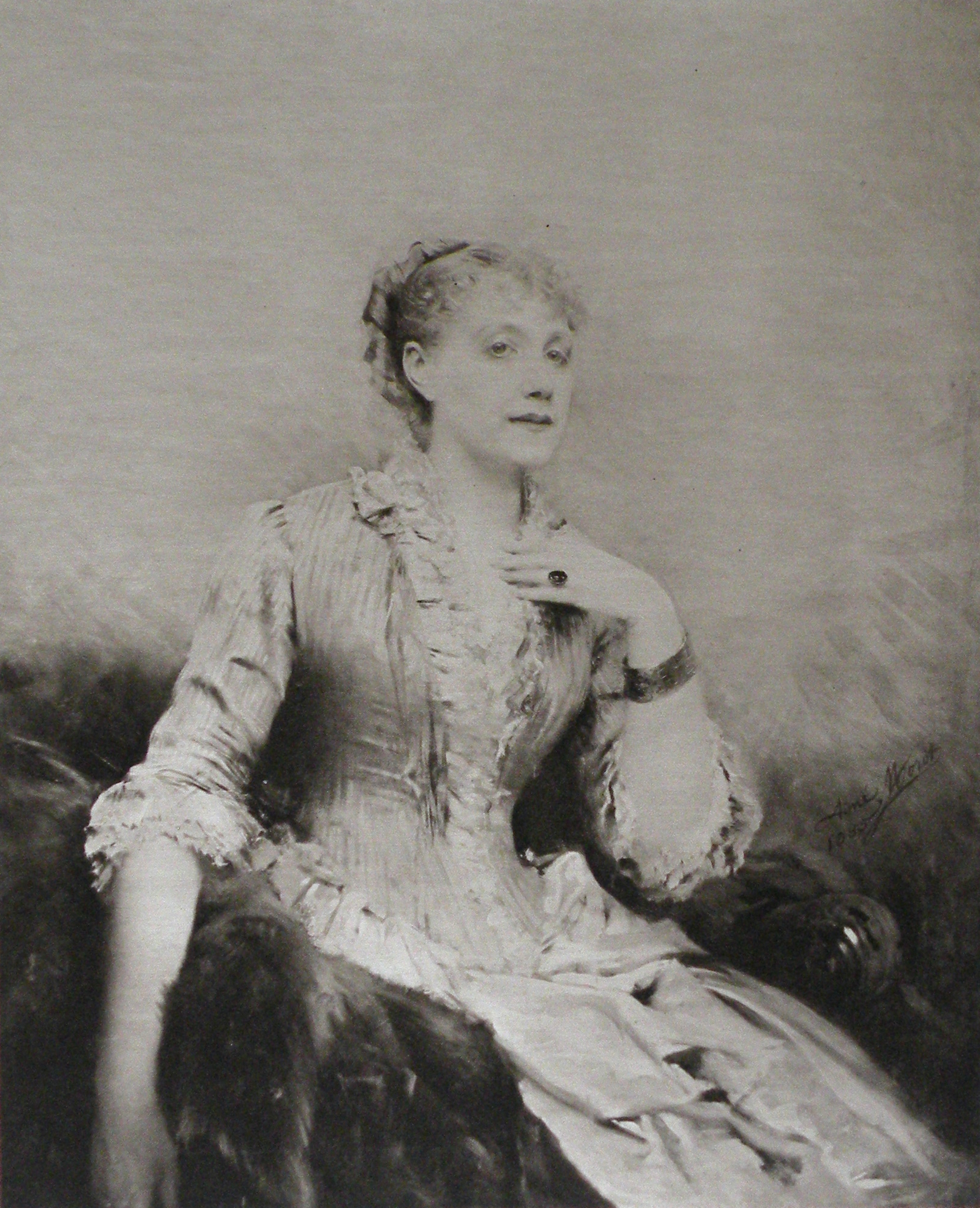
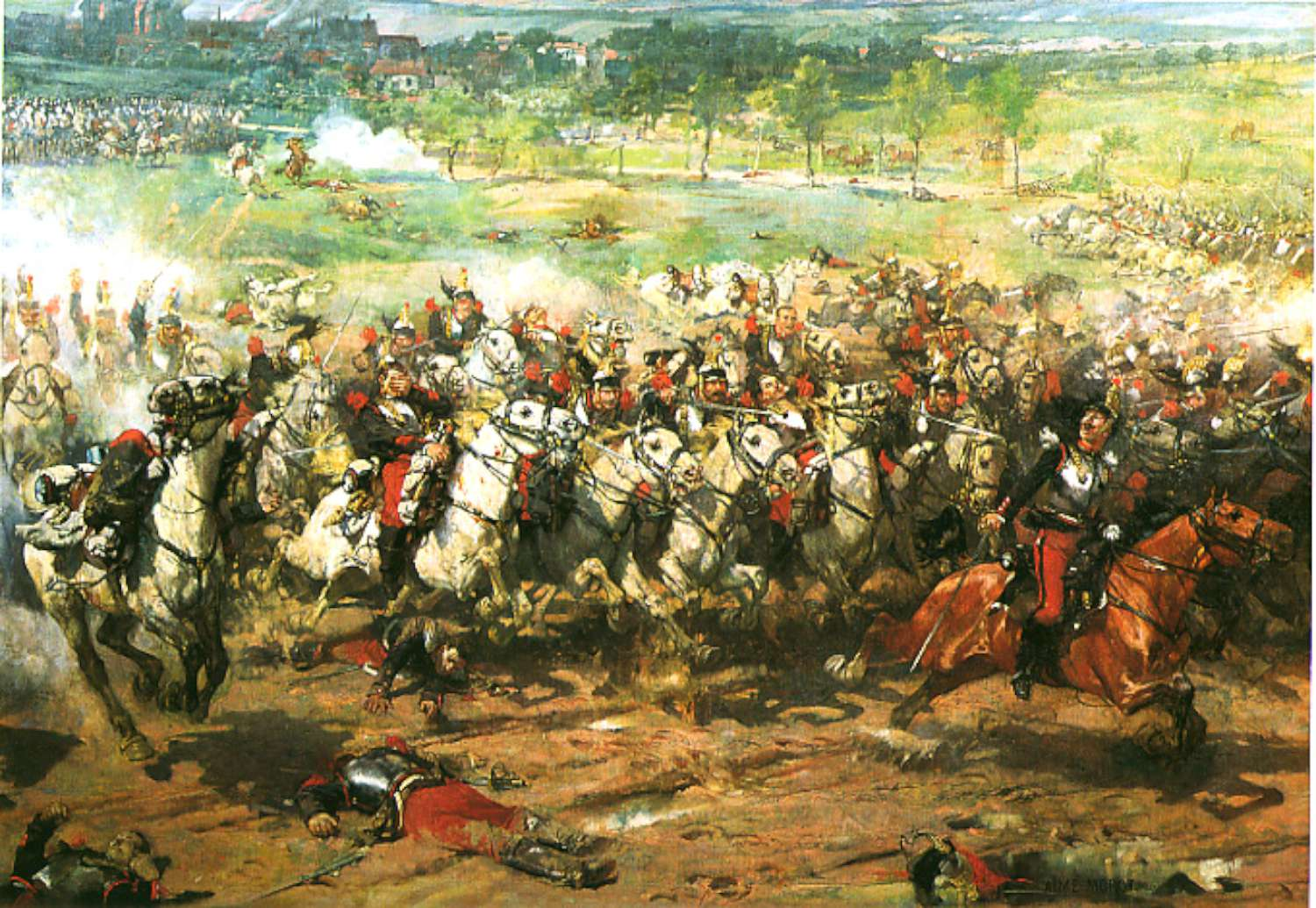
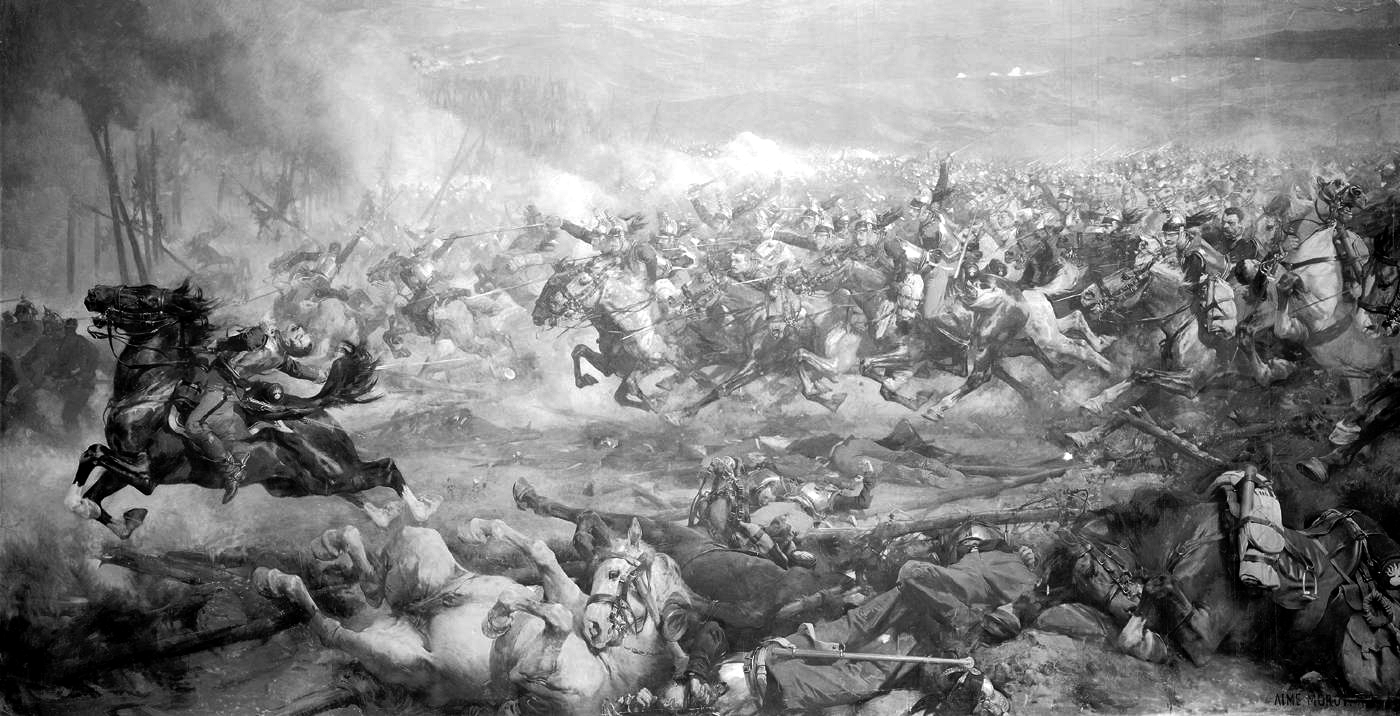
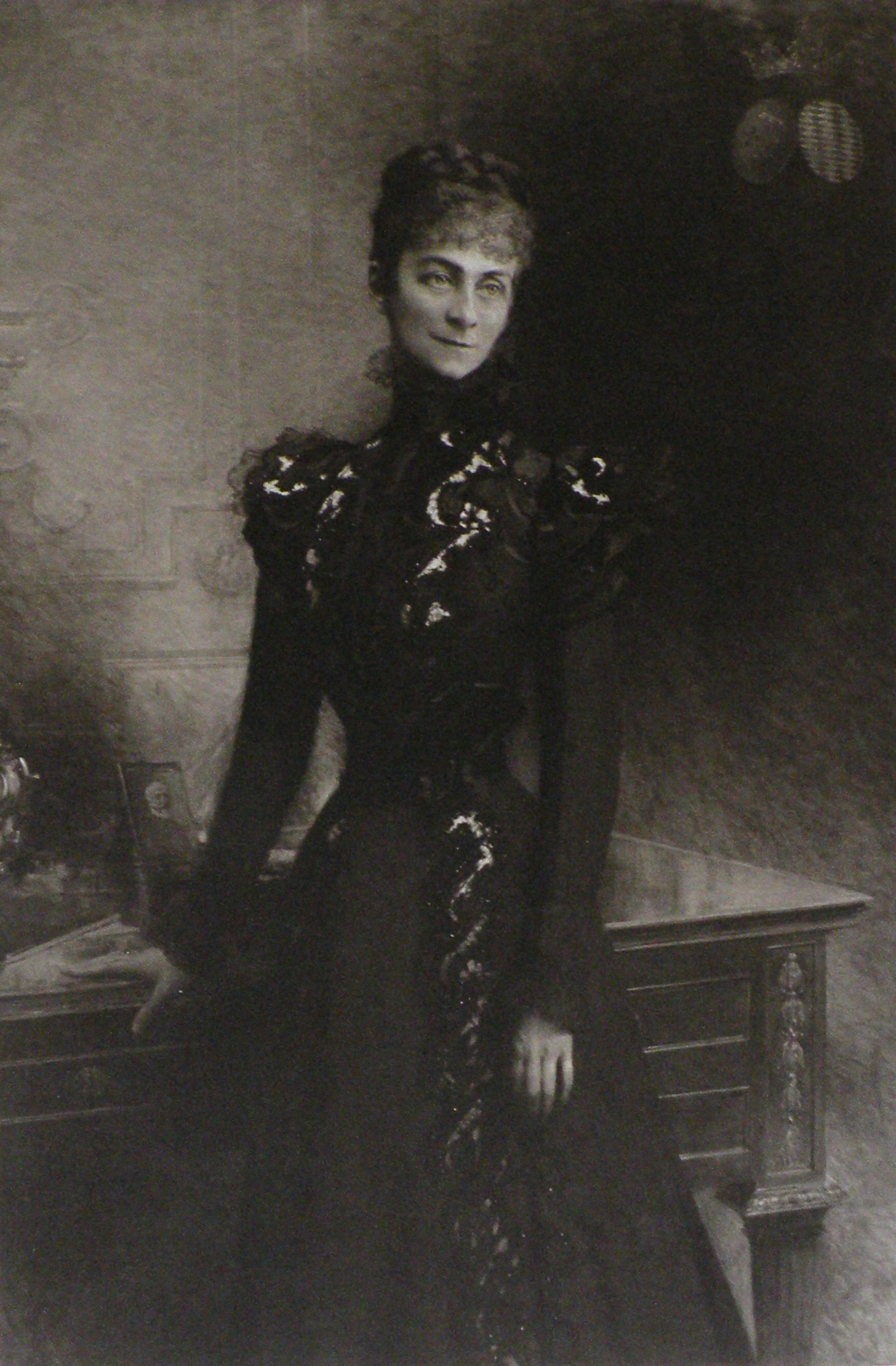
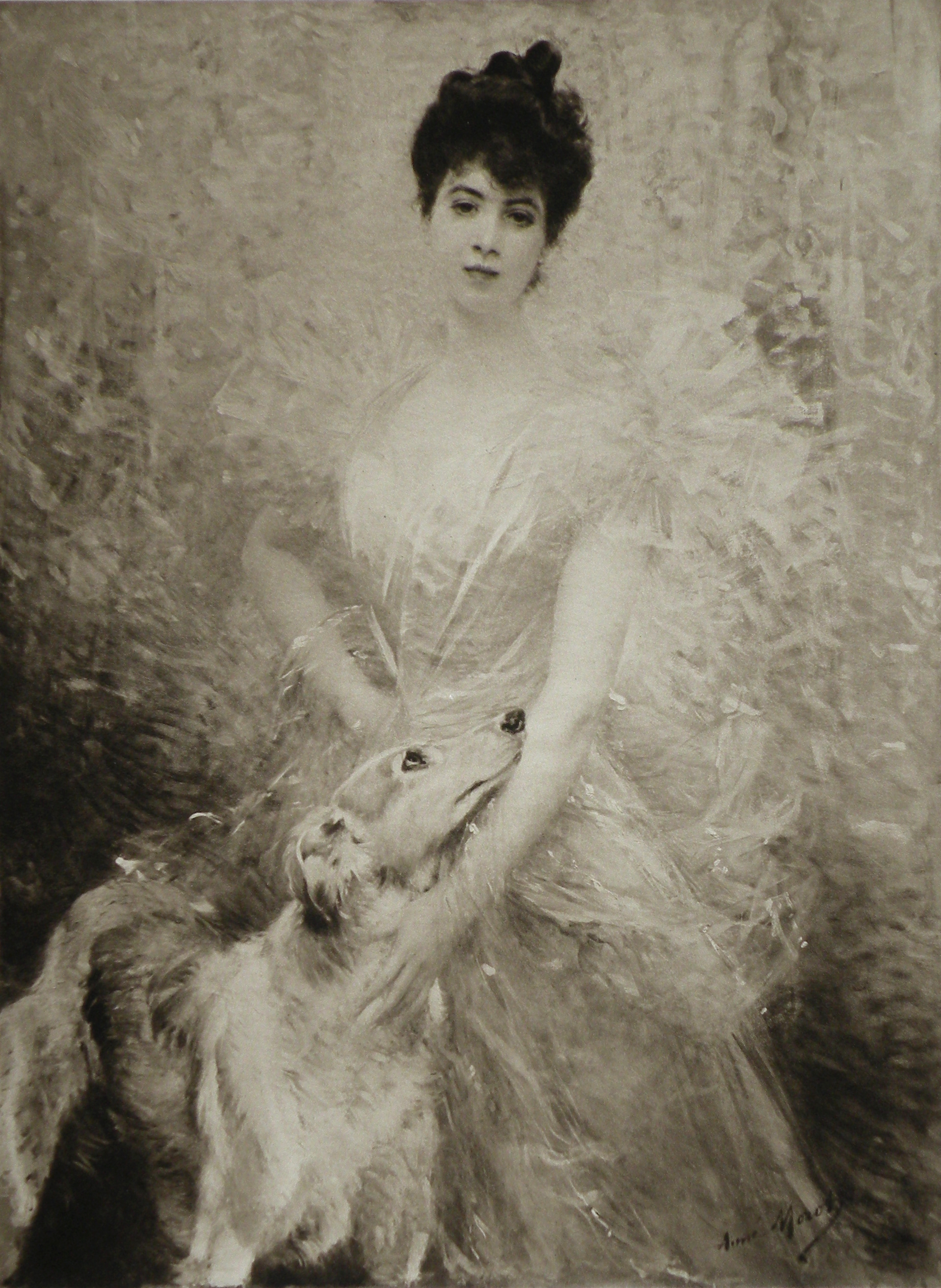
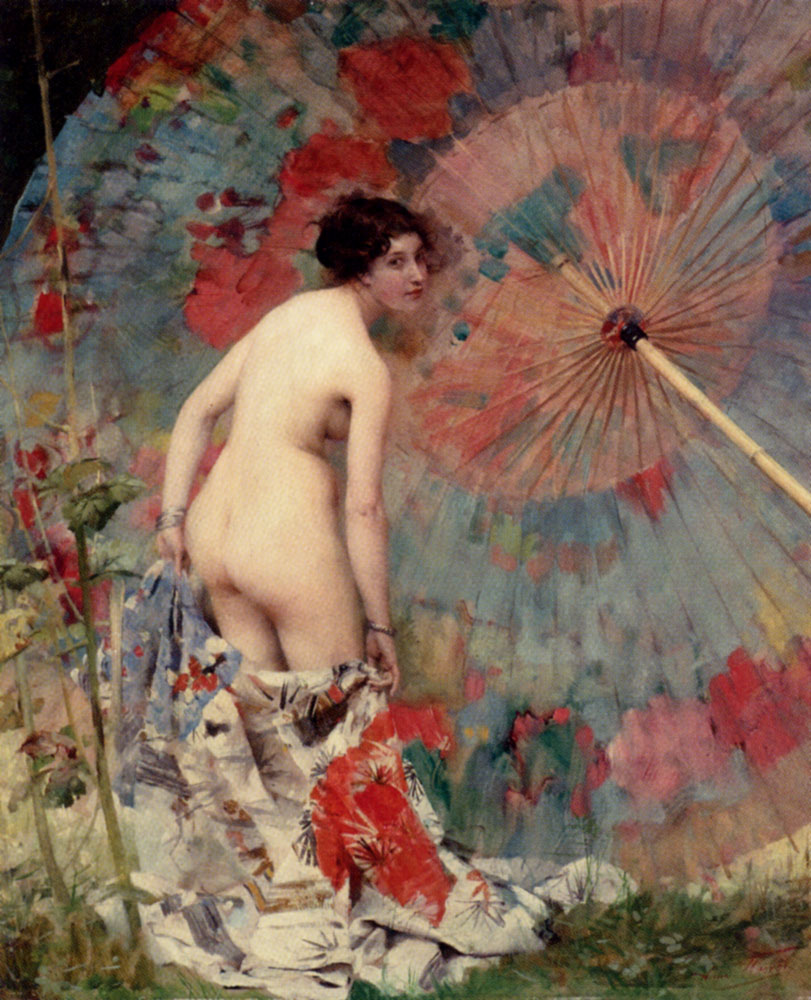
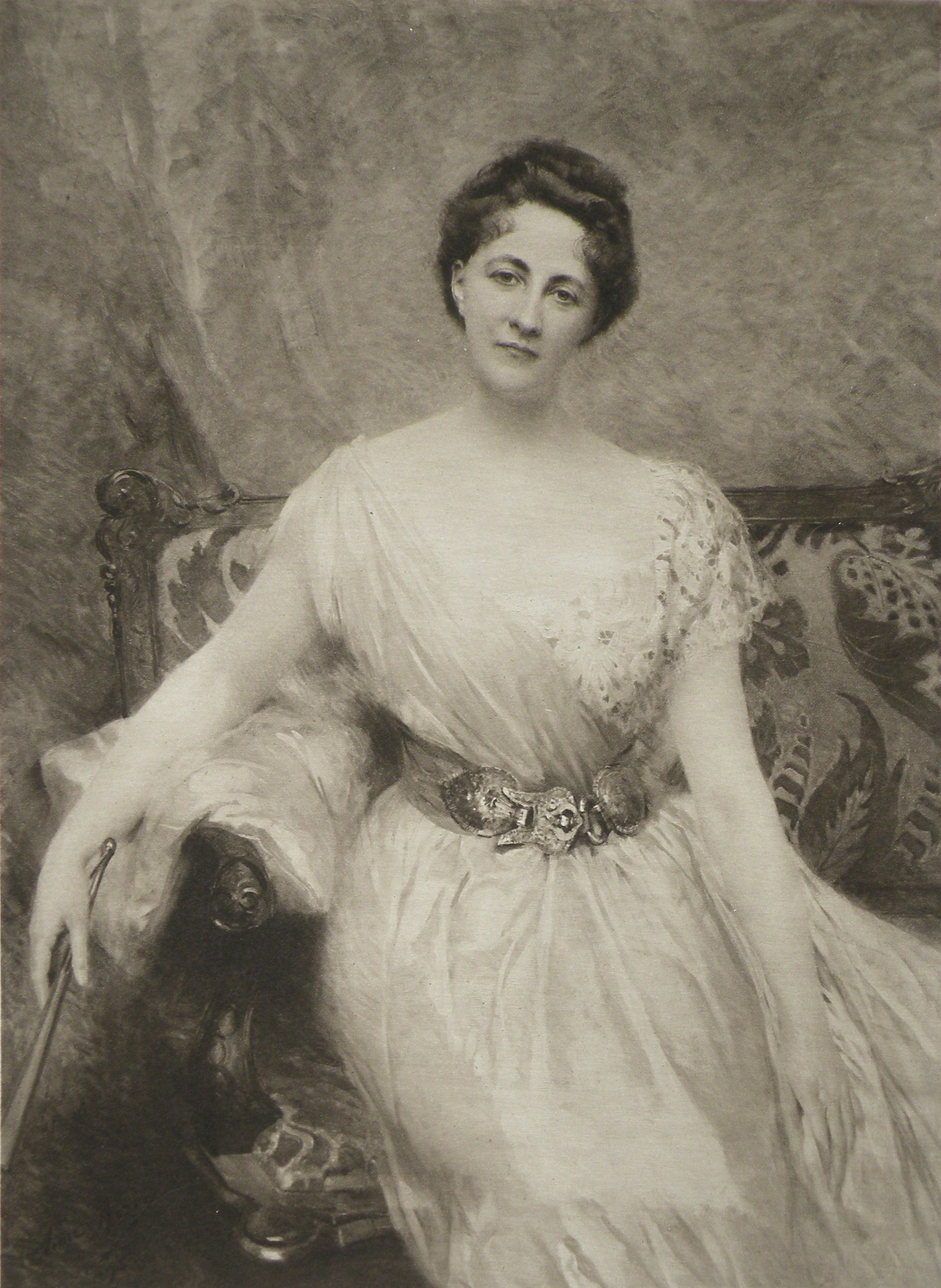
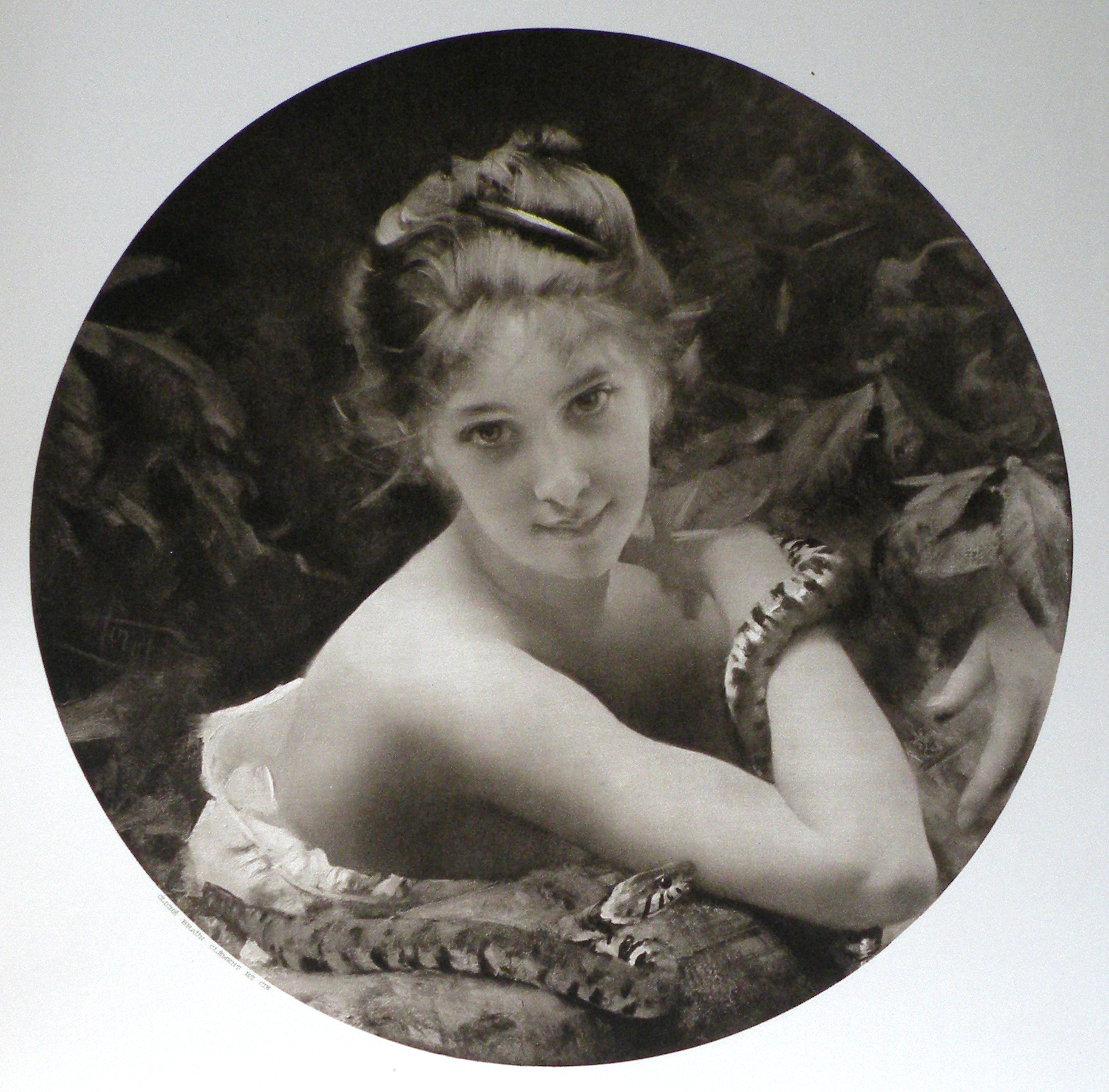
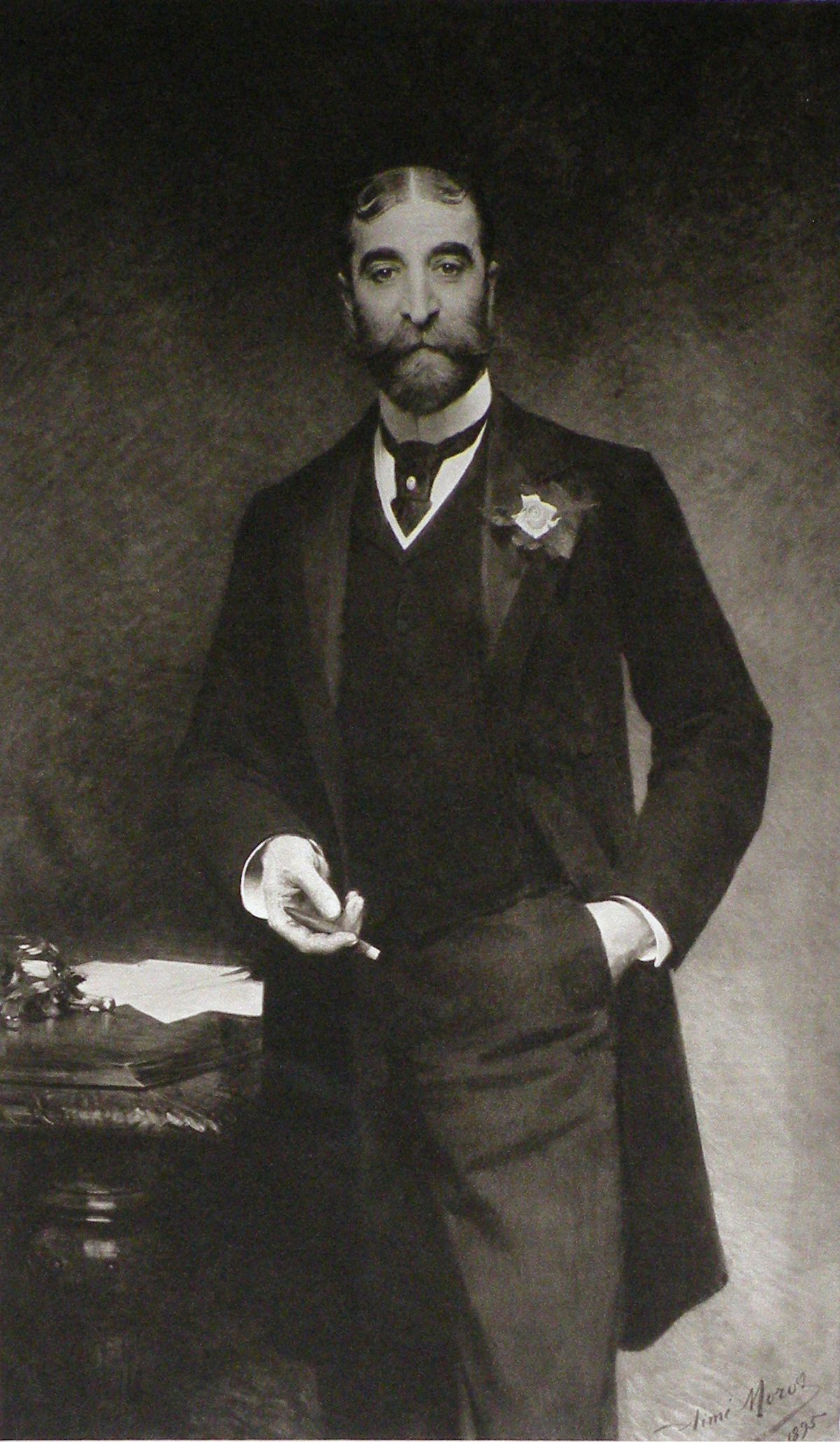
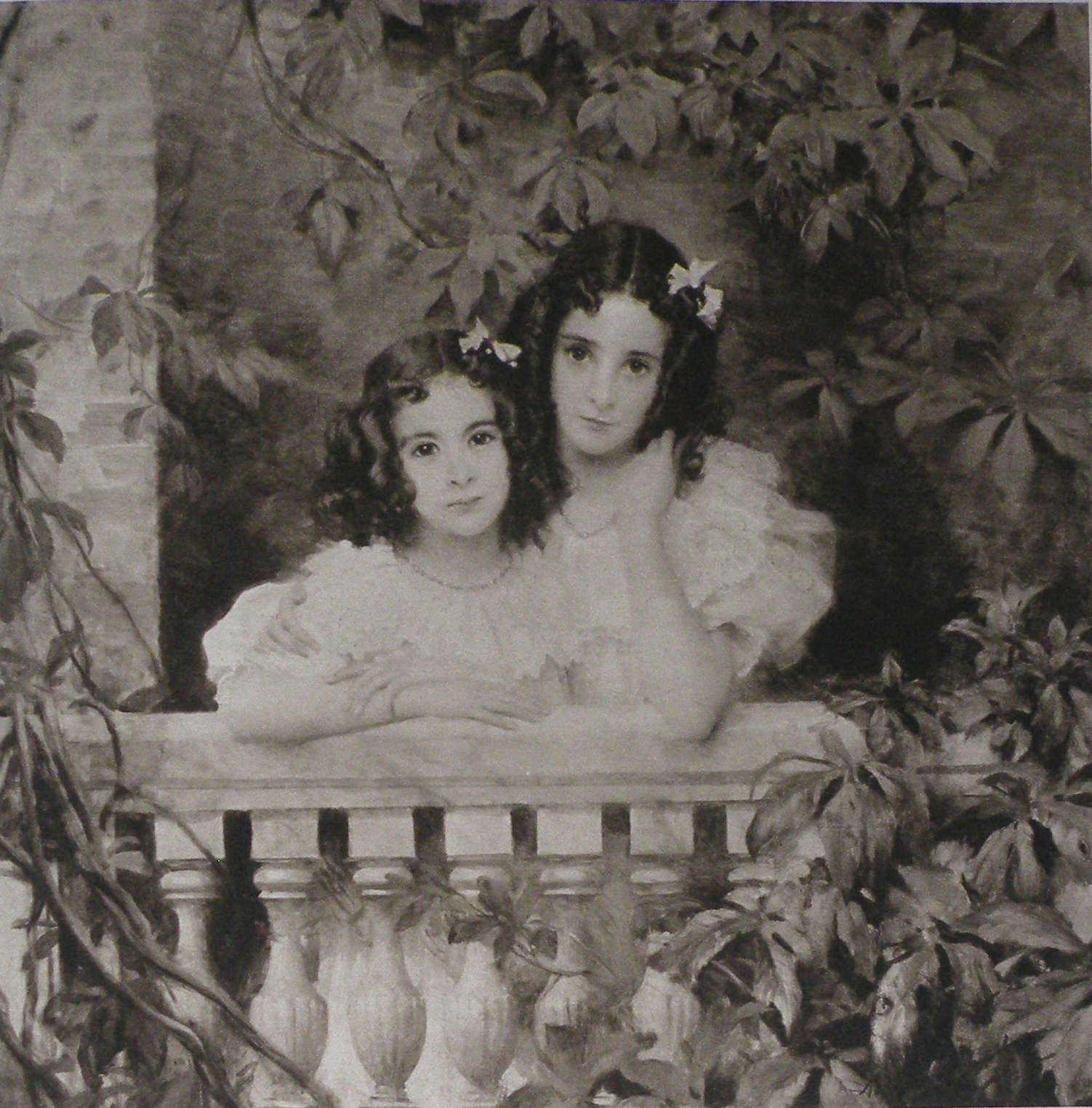
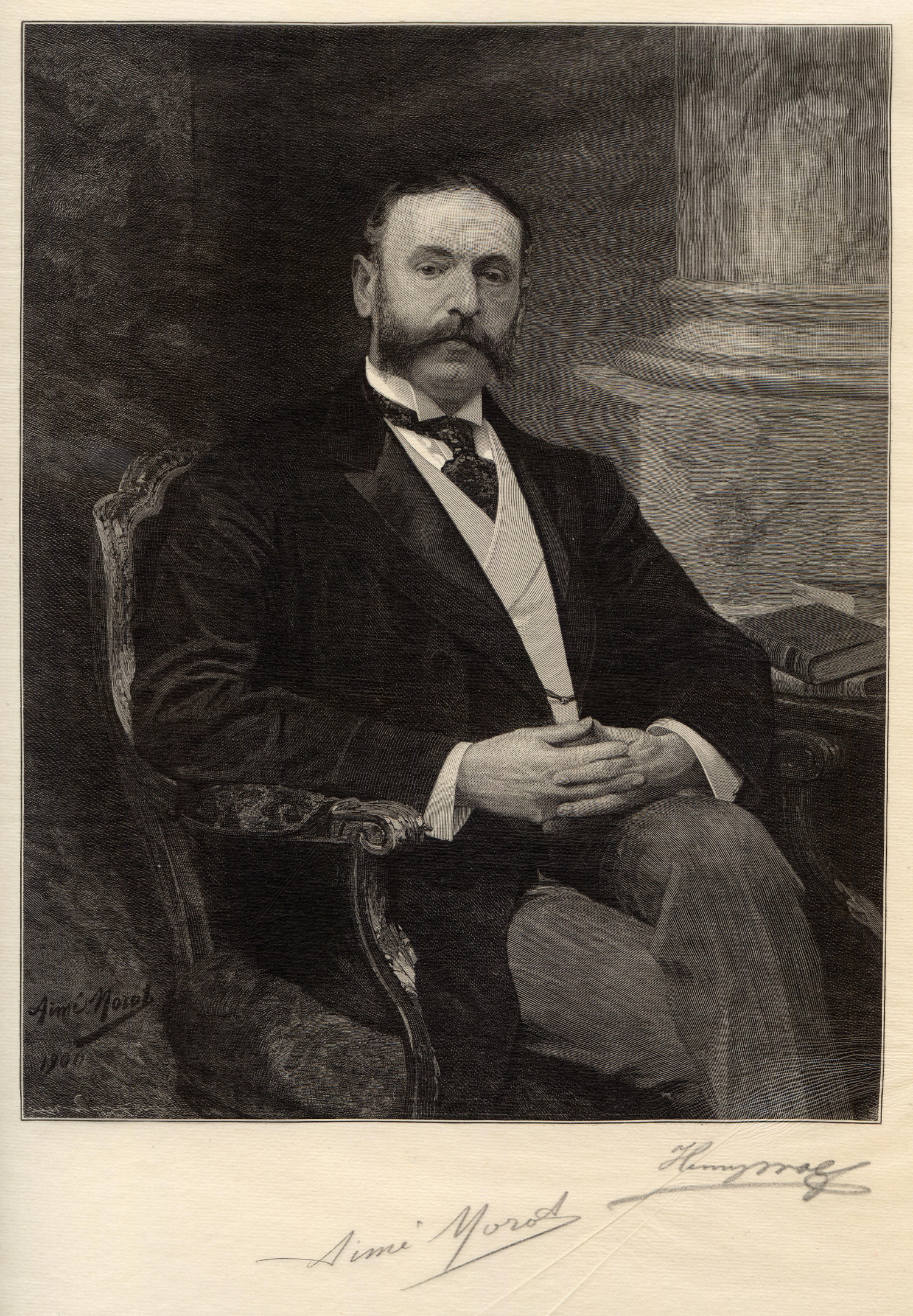
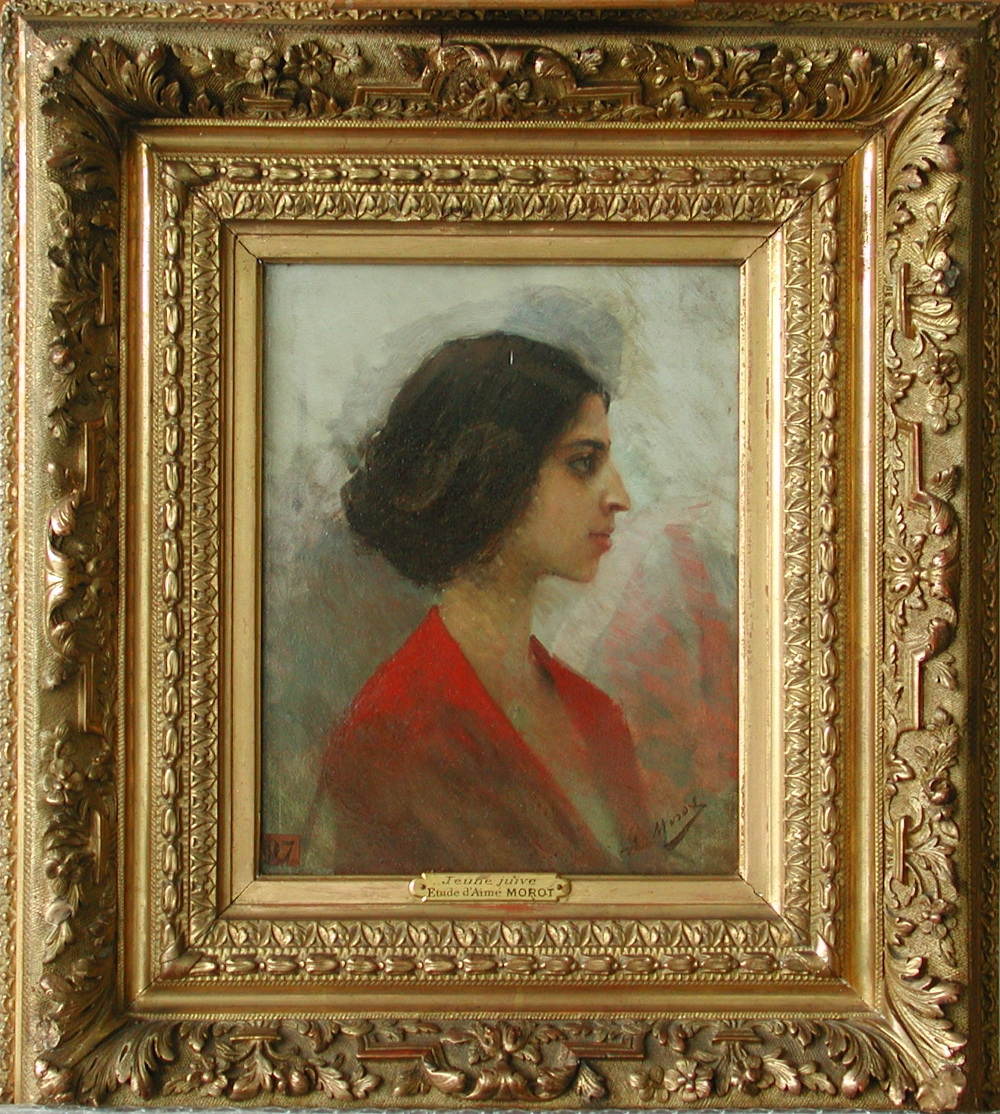
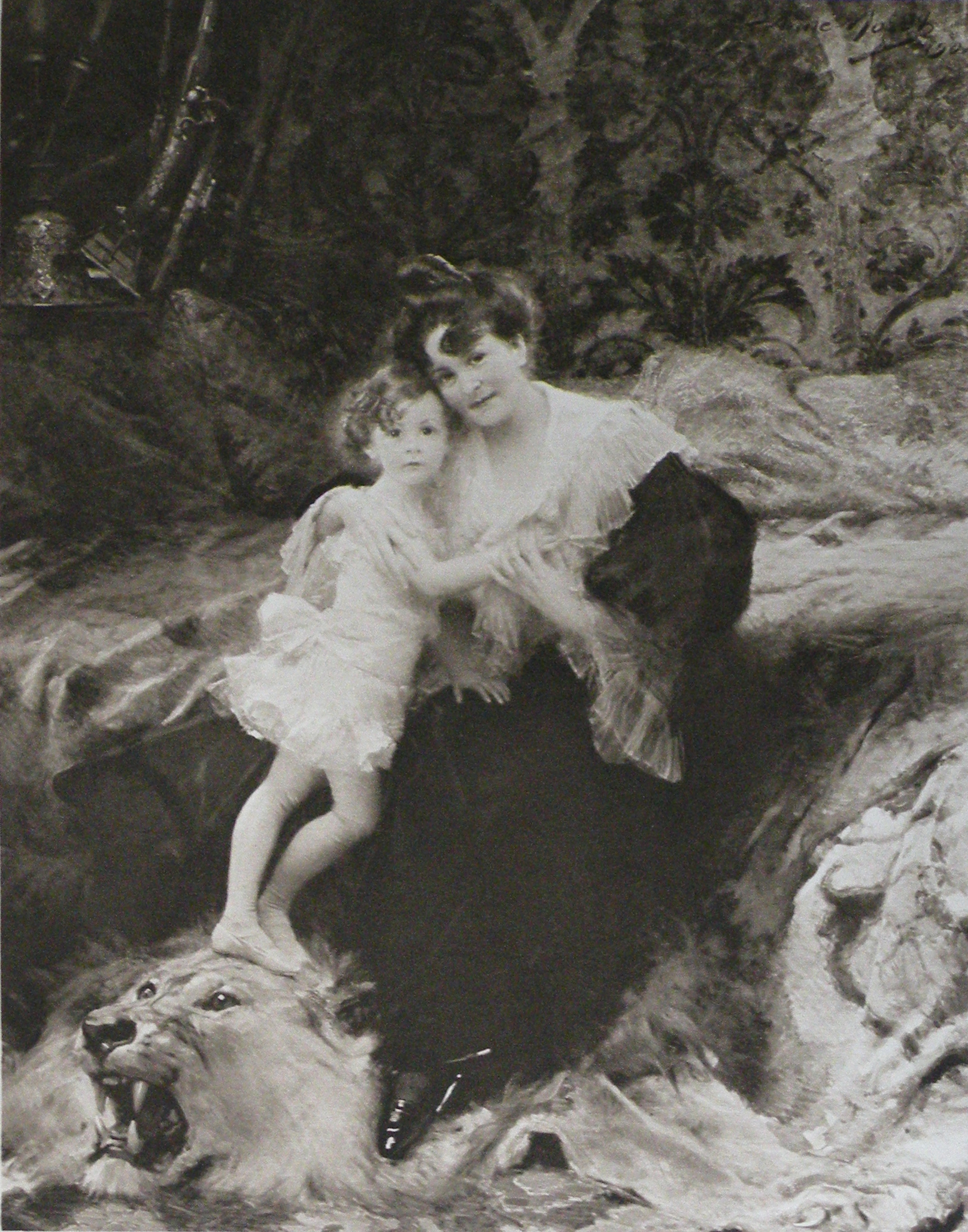
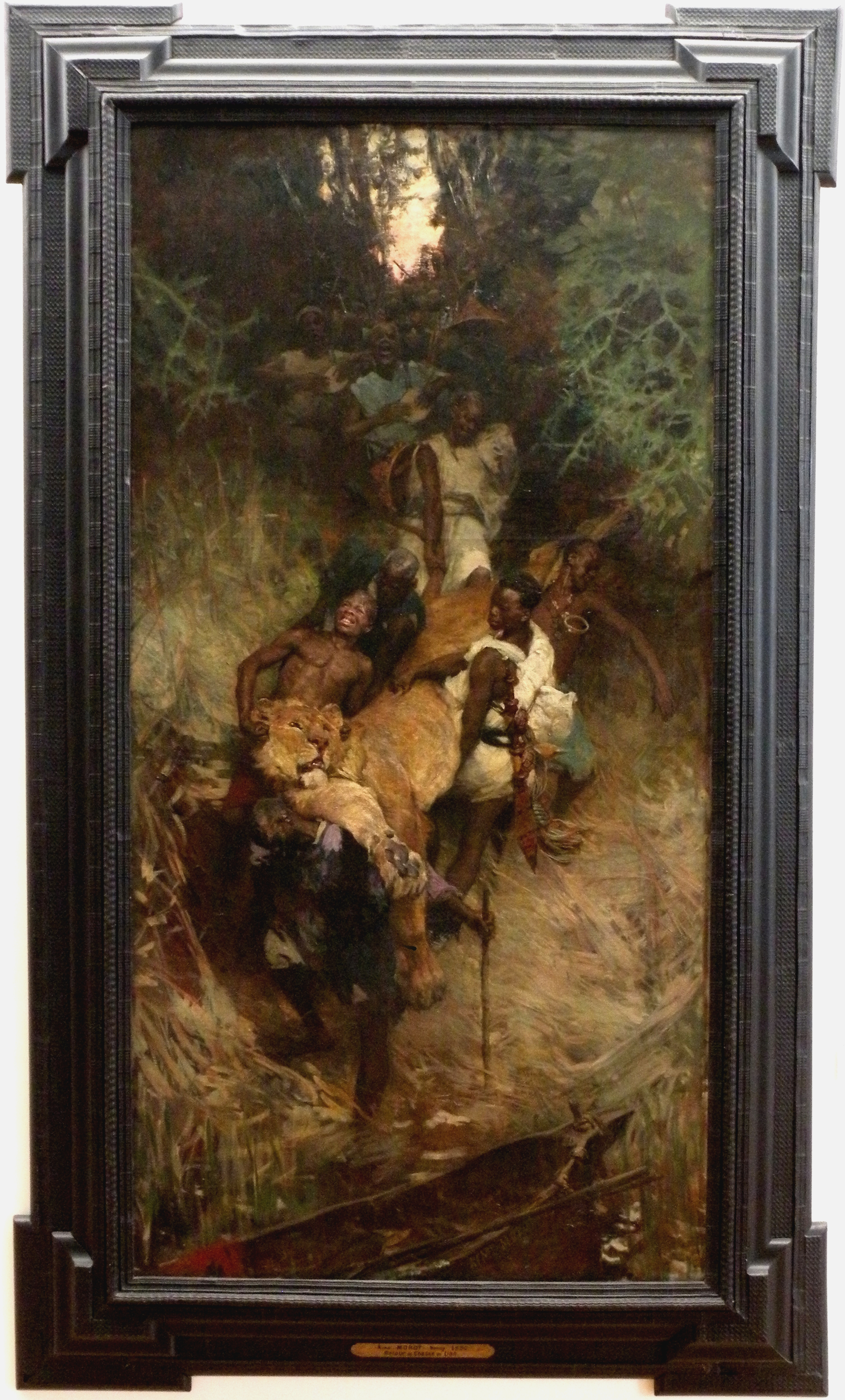
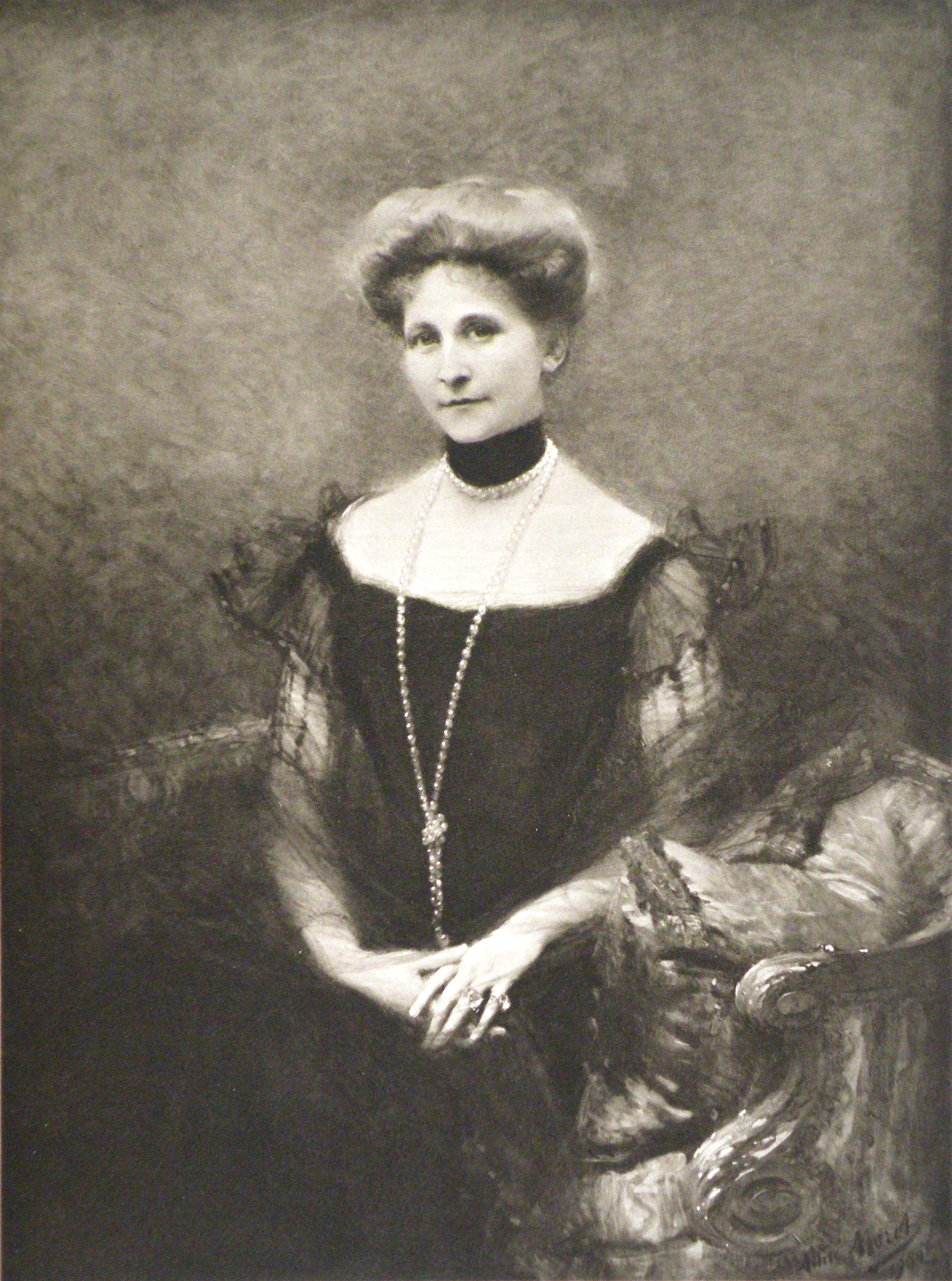
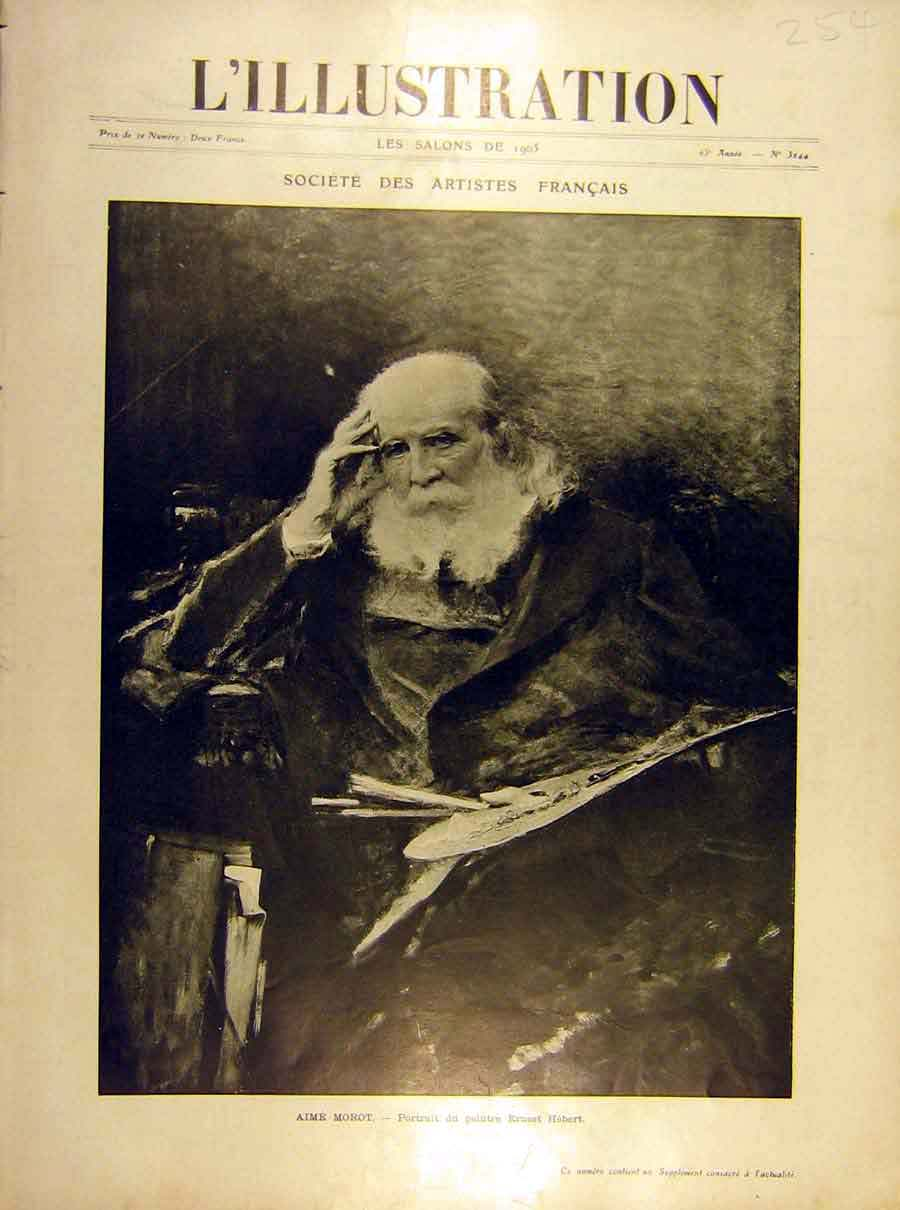
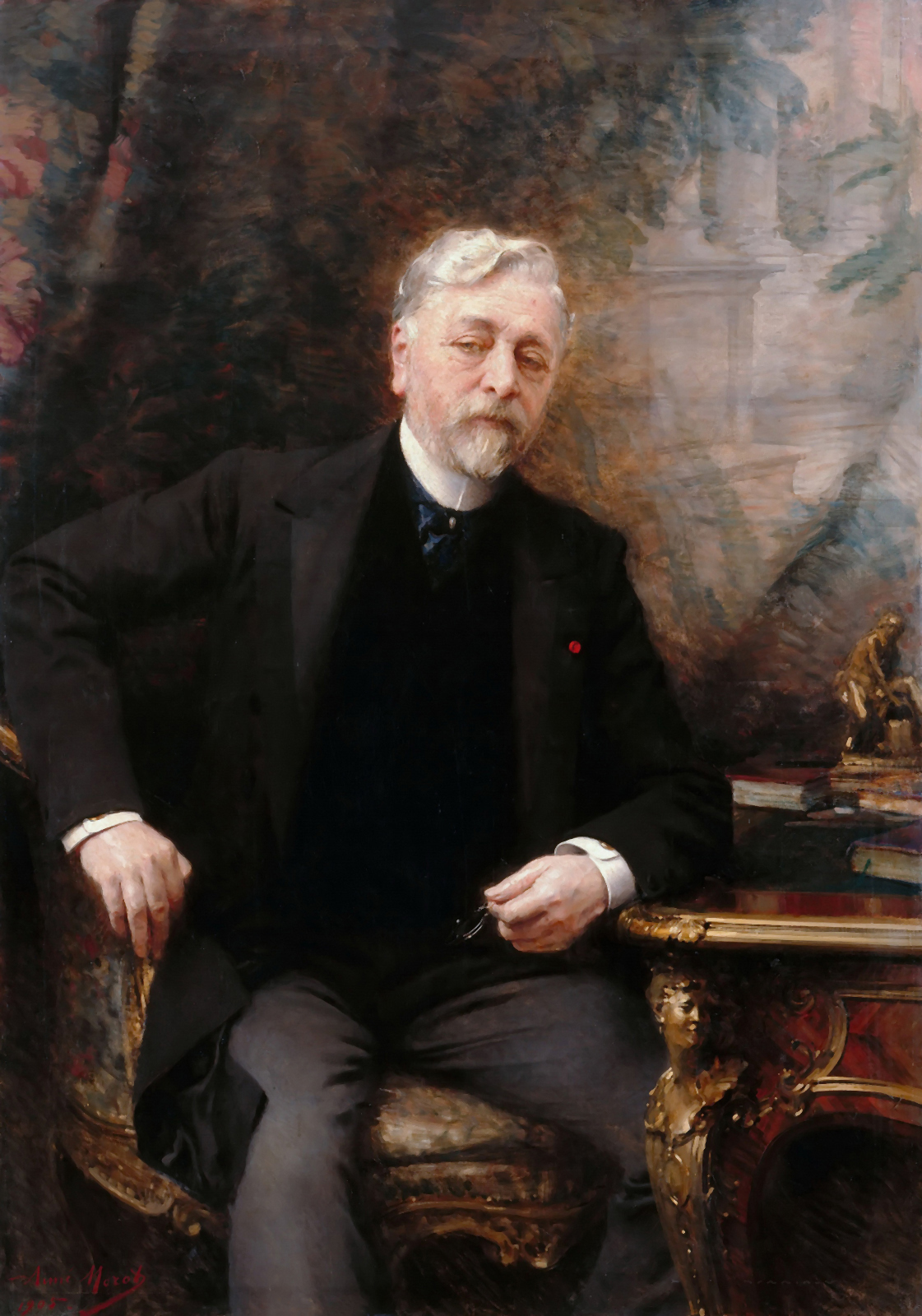
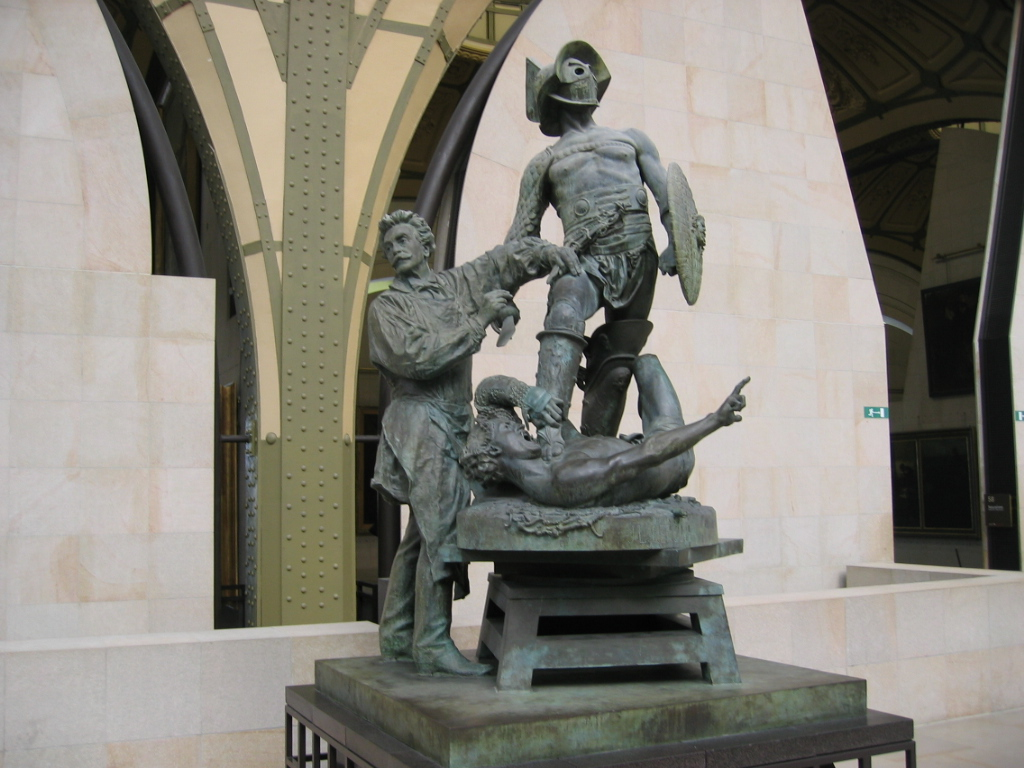
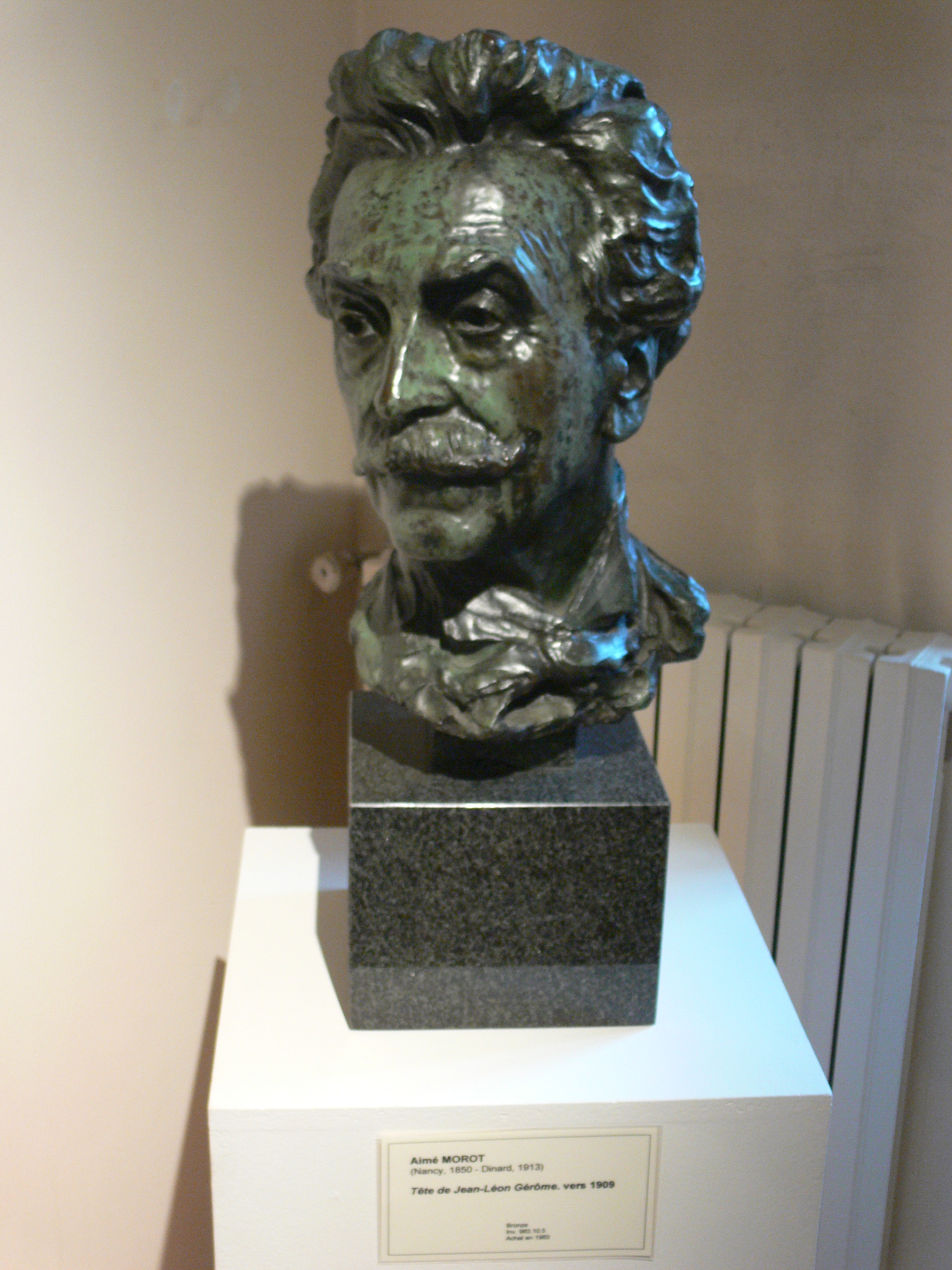
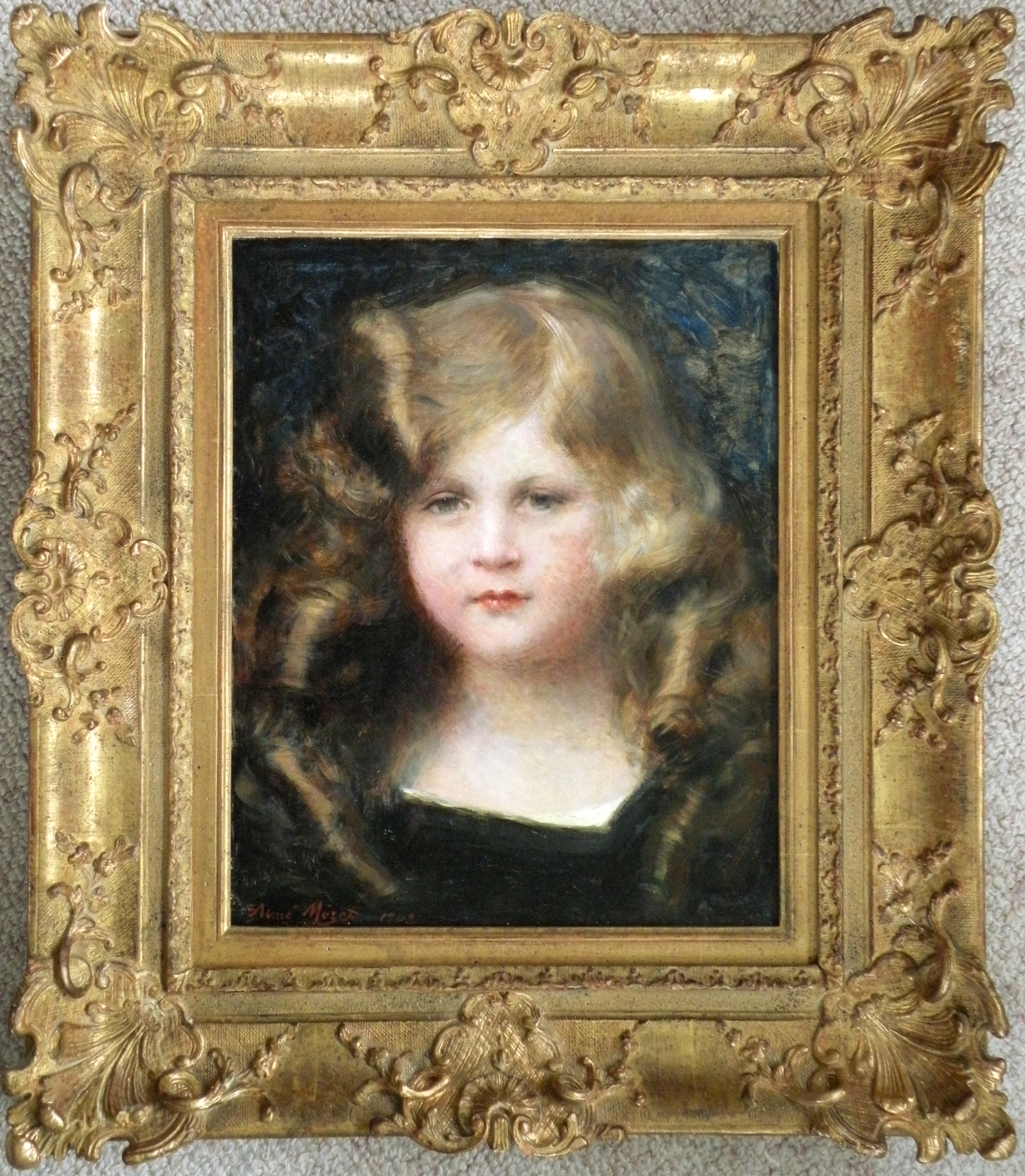
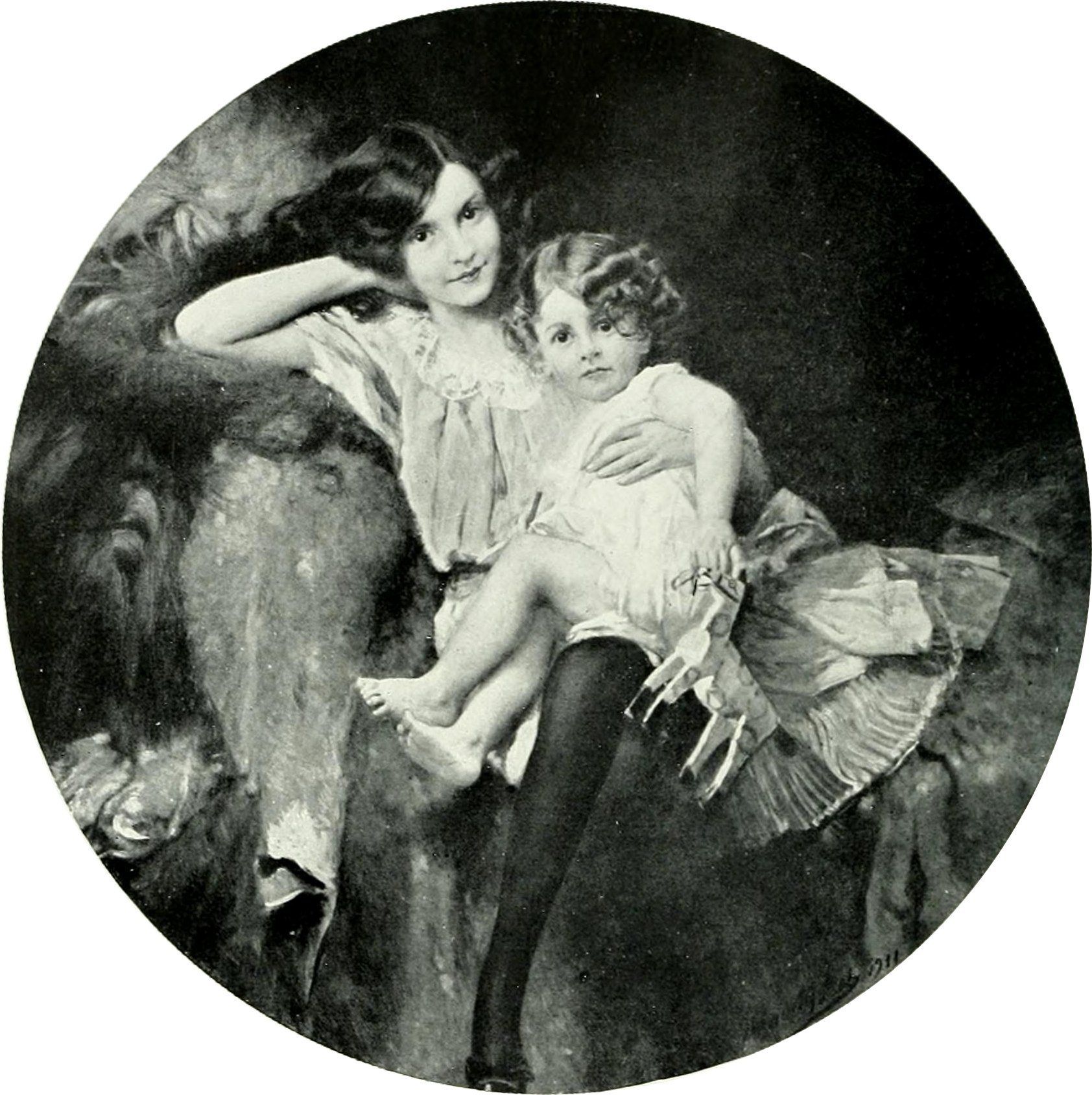